# Xã Bloomfield, Quận Crawford, Pennsylvania
Xã Bloomfield (tiếng Anh: Bloomfield Township) là một xã thuộc quận Crawford, tiểu bang Pennsylvania, Hoa Kỳ. Năm 2010, dân số của xã này là 1.919 người.